# Stretch (rapper)
Randy Walker (21 augustus 1968 – 30 november 1995), beter bekend bij zijn artiestennaam Stretch, was een Amerikaanse rapper. Hij werd vermoord op 27-jarige leeftijd.

## Leven en Carrière
Stretch was een Amerikaanse rapper en hiphopproducer uit Springfield, Queens, New York, die eind jaren tachtig samen met zijn broer 'Majesty' de hiphopgroep Live Squad oprichtte. Hij was te zien in verschillende films, zoals Juice, Who's the Man? en Bullet. Hij werkte mee aan de soundtrack van Above the Rim. Hij is waarschijnlijk het bekendst van zijn werk en nauwe samenwerking met Tupac Shakur ('2Pac') in het begin van de jaren negentig.

## Dood
Op 30 november 1995 werd Stretch vermoord door twee keer te zijn neergeschoten in zijn rug door drie mannen, terwijl hij reed in zijn groene busje op de 112th Ave. en 209th St. in Queens Village. Zijn busje botste tegen een boom en raakte een geparkeerde auto, voordat hij over de kop sloeg. Dit berichtte The New York Times, maar er waren geruchten dat Walker vermoord zou zijn in een executie.

## Discografie
Stretch was bekend om zijn diepe stem net als zijn broer Majesty. Hij heeft veel onuitgebrachte titels samen met 2Pac en de rest van de Live Squad. 
| Jaar | Titel                       | Artiest(en)                                         | Album                         |                                                         |
| ---- | --------------------------- | --------------------------------------------------- | ----------------------------- | ------------------------------------------------------- |
| 1991 | "Family of the Underground" | Digital Underground                                 | Sons of the P                 | Gastoptreden                                            |
| 1991 | "Crooked Ass Nigga"         | 2Pac                                                | 2Pacalypse Now                | Gastoptreden en producer                                |
| 1991 | "Tha' Lunatic"              | 2Pac                                                | 2Pacalypse Now                | Gastoptreden en producer                                |
| 1993 | "Holler If Ya Hear Me"      | 2Pac                                                | Strictly 4 My N.I.G.G.A.Z.    | Producer                                                |
| 1993 | "Strugglin'"                | 2Pac                                                | Strictly 4 My N.I.G.G.A.Z.    | Gastoptreden en producer                                |
| 1993 | "5 Deadly Venomz"           | 2Pac, Treach & Apache                               | Strictly 4 My N.I.G.G.A.Z.    | Gastoptreden en producer                                |
| 1993 | "Hurts The Most"            | 2Pac, Mopreme & Stretch                             | Onuitgebracht                 | Gastoptreden en producer                                |
| 1994 | "Stay True"                 | Thug Life                                           | Thug Life: Volume 1           | Gastoptreden en producer                                |
| 1994 | "Under Pressure"            | Thug Life                                           | Thug Life: Volume 1           | Gastoptreden en producer                                |
| 1994 | "Pain"                      | 2Pac                                                | Above the Rim (soundtrack)    | Gastoptreden en producer                                |
| 1994 | "Runnin'"                   | The Notorious B.I.G., 2Pac, Dramacydal, Buju Banton | One Million Strong            | Gastoptreden                                            |
| 1996 |                             | Babyface                                            | The Day                       | MIDI-programmeur                                        |
| 1997 | "Hellrazor"                 | 2Pac, Val Young                                     | R U Still Down? (Remember Me) | Gastoptreden (produceerde de originele versie van 1993) |
| 1998 | "God Bless the Dead"        | 2Pac                                                | Greatest Hits                 | Gastoptreden en producer                                |